# FlightGear
FlightGear Flight Simulator (stručněji FlightGear nebo FGFS) je svobodný letecký simulátor vyvíjený od roku 1997.
Projekt je naprogramovaný v jazyce C++ a jedná se o multiplatformní software dostupný pro řadu operačních systémů: Linux, Solaris, Microsoft Windows, Mac OS X, FreeBSD. Uvolněný je pod licencí GNU GPL a jedná se tedy o otevřený software.
Je podporována hra více hráčů přes počítačovou síť i hraní na více obrazovkách. 
FlightGear umí přejímat v reálném čase pravidelná meteorologická hlášení v systému METAR, tedy je možné letět v počasí, které aktuálně v dané oblasti panuje i v reálném světě.